# Кастеламаре ди Стабия
Кастеламаре ди Стабия (на италиански: Castellammare di Stabia, Castiellammare, Castllammare) e пристанищен град и община на Неаполитанския залив в Южна Италия с 65 922 жители (31 декември 2017 г.). Намира се в провинция Неапол, регион Кампания. Основан е през 1785 г. на мястото на затрупания от Везувий древен град Стабии.

## Икономика
В пристанището се строят военни кораби.

## Спорт
Представителният футболен отбор на града се казва СС Юве Стабия.